# 埃格里湖
47°7′N 8°37′E / 47.117°N 8.617°E

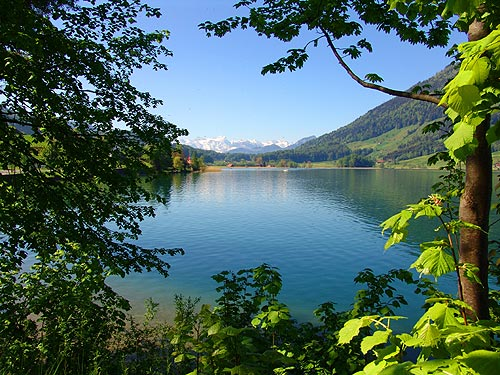

埃格里湖(別名：阿格利湖)是瑞士的湖泊，位於該國中部楚格州，長5.4公里、寬1.4公里，面積7.3平方公里，海拔高度724米，平均水深49米，最大水深83米，蓄水量0.36立方公里。

## 外部連結
- Waterlevels at Unterägeri （页面存档备份，存于） from the Swiss Federal Office for the Environment